# Marek Ztracený
Marek Ztracený właściwie Miroslav Slodičák (ur. 26 lutego 1985 roku w Železnej Rudzie w powiecie Klatovy) – czeski piosenkarz, autor tekstów i kompozytor.

## Życiorys

### Wczesne lata
Od dzieciństwa ćwiczył grę na fortepianie, próbował też swoich sił w komponowaniu. W roku akademickim 2005/06 ukończył praskie konserwatorium im. Jaroslava Ježka pracą na temat zespołu Queen. Zarabiał na życie, grając w hotelowych barach.

### Kariera
Wiosną 2008 roku stacja radiowa Evropa 2 umieściła na swojej playliście jego utwór „Ztrácíš”, który natychmiast zyskał popularność. Z tym utworem, którego producentem był Martin Ledvina, zwyciężył w czwartej edycji, organizowanego w Rzeszowie, międzynarodowego festiwalu Carpathia Festival w dwóch kategoriach: śpiew i piosenka. Jesienią 2008 został wydany debiutancki album studyjny, również zatytułowany Ztrácíš, który zyskał status złotej płyty i nagrodę dla „Debiutanckiego albumu roku”. Album zaowocował jeszcze dwoma singlami – Něco končí i Pohádky. W tym samym roku otrzymał też nagrodę Český slavík w kategorii „Objawienie roku” oraz nominacje do kilku innych.
Na gali „Factory Music Awards 2009” odebrał nagrody dla wykonawcy i piosenki roku. W 2009 roku udał się na trasę koncertową z Anną K, a także zagrał jako support przed koncertem Beyoncé. W listopadzie ukazał się jego drugi album, zatytułowany Pohledy do duše, który jednak nie zebrał już tak dobrych recenzji. Promowany był poprzez pierwszą solową trasę koncertową w pierwszym półroczu 2011 roku oraz dwa single – Je To Zlý i Levnou instituci.
W listopadzie 2011 wydał singel Káva a sex, na którym gościnnie pojawiła się Marta Jandová. W październiku 2012 roku wydał trzeci album studyjny, zatytułowany V opilosti.
W latach 2021–2024 otrzymywał wyróżnienie dla wokalisty roku na gali Český slavík.

## Albumy
- Ztrácíš (2008)
- Pohledy do duše (2009)
- V opilosti (2012)
- Pády (2015)
- Vlastní Svět (2018)
- Planeta Jménem Stres (2020)
- Originál (2023)

## Wyróżnienia
- Český slavík – objawienie roku (2008)[33]
- Český slavík – wokalista roku (2021[34], 2022[35], 2023[36], 2024[37])

## Życie prywatne
Prócz fortepianu potrafi grać na perkusji, gitarach, flecie, organach i skrzypcach.
Ma syna Marka, urodzonego w czerwcu 2011. Matką dziecka jest Marcela Skřivánková, prezenterka muzycznej stacji telewizyjnej Óčko, była partnerka artysty.